# Brachyolenecamptus fuscosticticus
Brachyolenecamptus fuscosticticus là một loài bọ cánh cứng trong họ Cerambycidae.